# رابرت پرینس (آهنگساز)
رابرت پرینس (انگلیسی: Robert Prince؛ ۱۰ مه ۱۹۲۹–۴ مارس ۲۰۰۷) آهنگساز و تنظیم‌کننده اهل ایالات متحده آمریکا بود.
او دانش‌آموختهٔ رشتهٔ موسیقی در مدرسه جولیارد بود.
از فیلم‌ها یا مجموعه‌های تلویزیونی که وی در آن‌ها نقش داشته است می‌توان به نایت گالری اشاره نمود.